# Qualificazioni al campionato europeo maschile di calcio 1988

Le Nazionali italiana e svedese prima di affrontarsi, il 14 novembre 1987.

Questa voce raccoglie un approfondimento sui risultati degli incontri e sulle classifiche per l'accesso alla fase finale del Campionato europeo di calcio 1988.

## Formato e regolamento
34 membri UEFA: 8 posti disponibili per la fase finale. La Germania Ovest (in qualità di paese ospitante) è qualificata direttamente, il Liechtenstein non partecipa alle qualificazioni.
Rimangono 32 squadre per 7 posti disponibili per la fase finale. Le qualificazioni si compongono di un solo turno: 
- Fase a gruppi: 32 squadre, divise in 7 gruppi (quattro da cinque squadre e tre da quattro), giocano partite di andata e ritorno. Le prime classificate di ogni gruppo si qualificano alla finale.

In caso di parità di punti tra due o più squadre di uno stesso gruppo, le posizioni in classifica verranno determinate prendendo in considerazione, nell'ordine, i seguenti criteri:
1. maggiore numero di punti;
2. migliore differenza reti;
3. maggiore numero di reti segnate;
4. sorteggio.

## Sorteggio
I sorteggi per la composizione dei gruppi si svolsero a Francoforte sul Meno, in Germania Ovest, il 14 febbraio 1986. Le gare si disputarono dal 10 settembre 1986 al 20 dicembre 1987.
Per l'estrazione, le squadre vennero suddivise in urne:
| Urna 1                                                                           | Urna 2                                                                                  | Urna 3                                                                                | Urna 4                                                                | Urna 5                                  |
| -------------------------------------------------------------------------------- | --------------------------------------------------------------------------------------- | ------------------------------------------------------------------------------------- | --------------------------------------------------------------------- | --------------------------------------- |
| - Francia - Inghilterra - Danimarca - Spagna - Paesi Bassi - Portogallo - Belgio | - Unione Sovietica - Romania - Irlanda del Nord - Svezia - Ungheria - Galles - Bulgaria | - Austria - Jugoslavia - Cecoslovacchia - Germania Est - Polonia - Svizzera - Irlanda | - Scozia - Grecia - Norvegia - Finlandia - Italia - Turchia - Albania | - Islanda - Malta - Cipro - Lussemburgo |

Il sorteggio dei gruppi di qualificazione alla fase finale ha avuto il seguente esito:
| Gruppo 1                | Gruppo 2                         | Gruppo 3                              | Gruppo 4                            | Gruppo 5                      | Gruppo 6                        | Gruppo 7                           |
| ----------------------- | -------------------------------- | ------------------------------------- | ----------------------------------- | ----------------------------- | ------------------------------- | ---------------------------------- |
| Spagna                  | Italia                           | Unione Sovietica                      | Inghilterra                         | Paesi Bassi                   | Danimarca                       | Irlanda                            |
| Romania Austria Albania | Svezia Portogallo Svizzera Malta | Germania Est Francia Islanda Norvegia | Jugoslavia Irlanda del Nord Turchia | Grecia Ungheria Polonia Cipro | Cecoslovacchia Galles Finlandia | Bulgaria Belgio Scozia Lussemburgo |

 Sono segnate in verde le Nazionali qualificate alla fase finale, in rosso quelle escluse dalla competizione europea. 

## Fase a gironi

### Gruppo 1
| Pos. | Squadra | P.ti | G | V | P | S | RF | RS | DR  |
| ---- | ------- | ---- | - | - | - | - | -- | -- | --- |
| 1    | Spagna  | 10   | 6 | 5 | 0 | 1 | 14 | 6  | +8  |
| 2    | Romania | 9    | 6 | 4 | 1 | 1 | 13 | 3  | +10 |
| 3    | Austria | 5    | 6 | 2 | 1 | 3 | 6  | 9  | -3  |
| 4    | Albania | 0    | 6 | 0 | 0 | 6 | 2  | 17 | -15 |

| Squadra | Albania (bandiera) | Austria (bandiera) | Romania (bandiera) | Spagna (bandiera) |
| ------- | ------------------ | ------------------ | ------------------ | ----------------- |
| Albania | —                  | 0 - 1              | 0 - 1              | 1 - 2             |
| Austria | 3 - 0              | —                  | 0 - 0              | 2 - 3             |
| Romania | 5 - 1              | 4 - 0              | —                  | 3 - 1             |
| Spagna  | 5 - 0              | 2 - 0              | 1 - 0              | —                 |

### Gruppo 2
| Pos. | Squadra    | P.ti | G | V | P | S | RF | RS | DR  |
| ---- | ---------- | ---- | - | - | - | - | -- | -- | --- |
| 1    | Italia     | 13   | 8 | 6 | 1 | 1 | 16 | 4  | +12 |
| 2    | Svezia     | 10   | 8 | 4 | 2 | 2 | 12 | 5  | +7  |
| 3    | Portogallo | 8    | 8 | 2 | 4 | 2 | 6  | 8  | -2  |
| 4    | Svizzera   | 7    | 8 | 1 | 5 | 2 | 9  | 9  | 0   |
| 5    | Malta      | 2    | 8 | 0 | 2 | 6 | 4  | 21 | -17 |

| Squadra    | Italia (bandiera) | Malta (bandiera) | Portogallo (bandiera) | Svezia (bandiera) | Svizzera (bandiera) |
| ---------- | ----------------- | ---------------- | --------------------- | ----------------- | ------------------- |
| Italia     | —                 | 5 - 0            | 3 - 0                 | 2 - 1             | 3 - 2               |
| Malta      | 0 - 2             | —                | 0 - 1                 | 0 - 5             | 1 - 1               |
| Portogallo | 0 - 1             | 2 - 2            | —                     | 1 - 1             | 0 - 0               |
| Svezia     | 1 - 0             | 1 - 0            | 0 - 1                 | —                 | 2 - 0               |
| Svizzera   | 0 - 0             | 4 - 1            | 1 - 1                 | 1 - 1             | —                   |

### Gruppo 3
| Pos. | Squadra          | P.ti | G | V | P | S | RF | RS | DR  |
| ---- | ---------------- | ---- | - | - | - | - | -- | -- | --- |
| 1    | Unione Sovietica | 13   | 8 | 5 | 3 | 0 | 14 | 3  | +11 |
| 2    | Germania Est     | 11   | 8 | 4 | 3 | 1 | 13 | 4  | +9  |
| 3    | Francia          | 6    | 8 | 1 | 4 | 3 | 4  | 7  | -3  |
| 4    | Islanda          | 6    | 8 | 2 | 2 | 4 | 4  | 14 | -10 |
| 5    | Norvegia         | 4    | 8 | 1 | 2 | 5 | 5  | 12 | -7  |

| Squadra          | Germania Est (bandiera) | Francia (bandiera) | Islanda (bandiera) | Norvegia (bandiera) | Unione Sovietica (bandiera) |
| ---------------- | ----------------------- | ------------------ | ------------------ | ------------------- | --------------------------- |
| Germania Est     | —                       | 0 - 0              | 2 - 0              | 3 - 1               | 1 - 1                       |
| Francia          | 0 - 1                   | —                  | 2 - 0              | 1 - 1               | 0 - 2                       |
| Islanda          | 0 - 6                   | 0 - 0              | —                  | 2 - 1               | 1 - 1                       |
| Norvegia         | 0 - 0                   | 2 - 0              | 0 - 1              | —                   | 0 - 1                       |
| Unione Sovietica | 2 - 0                   | 1 - 1              | 2 - 0              | 4 - 0               | —                           |

### Gruppo 4
| Pos. | Squadra          | P.ti | G | V | P | S | RF | RS | DR  |
| ---- | ---------------- | ---- | - | - | - | - | -- | -- | --- |
| 1    | Inghilterra      | 11   | 6 | 5 | 1 | 0 | 19 | 1  | +18 |
| 2    | Jugoslavia       | 8    | 6 | 4 | 0 | 2 | 13 | 9  | +4  |
| 3    | Irlanda del Nord | 3    | 6 | 1 | 1 | 4 | 2  | 10 | -8  |
| 4    | Turchia          | 2    | 6 | 0 | 2 | 4 | 2  | 16 | -14 |

| Squadra          | Inghilterra (bandiera) | Irlanda del Nord (bandiera) | Turchia (bandiera) | Jugoslavia (bandiera) |
| ---------------- | ---------------------- | --------------------------- | ------------------ | --------------------- |
| Inghilterra      | —                      | 3 - 0                       | 8 - 0              | 2 - 0                 |
| Irlanda del Nord | 0 - 2                  | —                           | 1 - 0              | 1 - 2                 |
| Turchia          | 0 - 0                  | 0 - 0                       | —                  | 2 - 3                 |
| Jugoslavia       | 1 - 4                  | 3 - 0                       | 4 - 0              | —                     |

### Gruppo 5
| Pos. | Squadra     | P.ti | G | V | P | S | RF | RS | DR  |
| ---- | ----------- | ---- | - | - | - | - | -- | -- | --- |
| 1    | Paesi Bassi | 14   | 8 | 6 | 2 | 0 | 15 | 1  | +14 |
| 2    | Grecia      | 9    | 8 | 4 | 1 | 3 | 12 | 13 | -1  |
| 3    | Ungheria    | 8    | 8 | 4 | 0 | 4 | 13 | 11 | +2  |
| 4    | Polonia     | 8    | 8 | 3 | 2 | 3 | 9  | 11 | -2  |
| 5    | Cipro       | 1    | 8 | 0 | 1 | 7 | 3  | 16 | -13 |

| Squadra     | Cipro (bandiera) | Grecia (bandiera) | Ungheria (bandiera) | Paesi Bassi (bandiera) | Polonia (bandiera) |
| ----------- | ---------------- | ----------------- | ------------------- | ---------------------- | ------------------ |
| Cipro       | —                | 2 - 4             | 0 - 1               | 0 - 2                  | 0 - 1              |
| Grecia      | 3 - 1            | —                 | 2 - 1               | 0 - 3                  | 1 - 0              |
| Ungheria    | 1 - 0            | 3 - 0             | —                   | 0 - 1                  | 5 - 3              |
| Paesi Bassi | 4 - 0            | 1 - 1             | 2 - 0               | —                      | 0 - 0              |
| Polonia     | 0 - 0            | 2 - 1             | 3 - 2               | 0 - 2                  | —                  |

### Gruppo 6
| Pos. | Squadra        | P.ti | G | V | P | S | RF | RS | DR |
| ---- | -------------- | ---- | - | - | - | - | -- | -- | -- |
| 1    | Danimarca      | 8    | 6 | 3 | 2 | 1 | 4  | 2  | +2 |
| 2    | Cecoslovacchia | 7    | 6 | 2 | 3 | 1 | 7  | 5  | +2 |
| 3    | Galles         | 6    | 6 | 2 | 2 | 2 | 7  | 5  | +2 |
| 4    | Finlandia      | 3    | 6 | 1 | 1 | 4 | 4  | 10 | -6 |

| Squadra        | Cecoslovacchia (bandiera) | Danimarca (bandiera) | Finlandia (bandiera) | Galles (bandiera) |
| -------------- | ------------------------- | -------------------- | -------------------- | ----------------- |
| Cecoslovacchia | —                         | 0 - 0                | 3 - 0                | 2 - 0             |
| Danimarca      | 1 - 1                     | —                    | 1 - 0                | 1 - 0             |
| Finlandia      | 3 - 0                     | 0 - 1                | —                    | 1 - 1             |
| Galles         | 1 - 1                     | 1 - 0                | 4 - 0                | —                 |

### Gruppo 7
| Pos. | Squadra     | P.ti | G | V | P | S | RF | RS | DR  |
| ---- | ----------- | ---- | - | - | - | - | -- | -- | --- |
| 1    | Irlanda     | 11   | 8 | 4 | 3 | 1 | 10 | 5  | +5  |
| 2    | Bulgaria    | 10   | 8 | 4 | 2 | 2 | 12 | 6  | +6  |
| 3    | Belgio      | 9    | 8 | 3 | 3 | 2 | 16 | 8  | +8  |
| 4    | Scozia      | 9    | 8 | 3 | 3 | 2 | 7  | 5  | +2  |
| 5    | Lussemburgo | 1    | 8 | 0 | 1 | 7 | 2  | 23 | -21 |

| Squadra     | Belgio (bandiera) | Bulgaria (bandiera) | Lussemburgo (bandiera) | Irlanda (bandiera) | Scozia (bandiera) |
| ----------- | ----------------- | ------------------- | ---------------------- | ------------------ | ----------------- |
| Belgio      | —                 | 1 - 1               | 3 - 0                  | 2 - 2              | 4 - 1             |
| Bulgaria    | 2 - 0             | —                   | 3 - 0                  | 2 - 1              | 0 - 1             |
| Lussemburgo | 0 - 6             | 1 - 4               | —                      | 0 - 2              | 0 - 0             |
| Irlanda     | 0 - 0             | 2 - 0               | 2 - 1                  | —                  | 0 - 0             |
| Scozia      | 2 - 0             | 0 - 0               | 3 - 0                  | 0 - 1              | —                 |

## Statistiche

### Classifica marcatori
7 reti
- Nico Claesen

6 reti
- Alessandro Altobelli
- Johnny Ekström

5 reti
- Lachezar Tanev
- Andreas Thom
- Gary Lineker
- Nikos Anastopoulos

4 reti
- Ulf Kirsten
- Gianluca Vialli
- John Bosman
- Ruud Gullit
- Igor Belanov
- Georges Bregy
- Zlatko Vujović

3 reti
- Toni Polster
- Nasko Sirakov
- Ivo Knoflíček
- John Barnes
- Lajos Détári
- Carmel Busuttil
- Dariusz Dziekanowski
- Frank Stapleton
- Gheorghe Hagi
- José Mari Bakero
- Míchel

2 reti
- Manfred Linzmaier
- Jan Ceulemans
- Franky Vercauteren
- Hristo Kolev
- Jan Mølby
- Peter Beardsley
- Bryan Robson
- Chris Waddle
- Ari Hjelm
- Dīmītrīs Saravakos
- Imre Boda
- György Bognár
- Ferenc Mészáros
- Hans Gillhaus
- Ronald Koeman
- Marco van Basten
- Jørn Andersen
- Marek Leśniak
- Jorge Plácido
- Paul McGrath
- Ștefan Iovan
- Victor Pițurcă
- Davie Cooper
- Paul McStay
- Oleksandr Zavarov
- Eloy Olaya
- Peter Larsson
- Ian Rush
- Faruk Hadžibegić
- Srečko Katanec
- Fadil Vokrri

1 rete
- Sokol Kushta
- Shkëlqim Muça
- Andreas Ogris
- Peter Crève
- Marc Degryse
- Eric Gerets
- Pier Janssen
- Enzo Scifo
- Ayan Sadakov
- Georgi Yordanov
- Evagoras Christofi
- Pavlos Savva
- Giōrgos Savvidīs
- Michal Bílek
- Ivan Hašek
- Petr Janečka
- Karel Kula
- Jens Jørn Bertelsen
- Preben Elkjær
- Thomas Doll
- Matthias Döschner
- Rainer Ernst
- Ralf Minge
- Tony Adams
- Viv Anderson
- Steve Hodge
- Gary Mabbutt
- Neil Webb
- Ismo Lius
- Petri Tiainen
- Philippe Fargeon
- Carmelo Micciche
- Yannick Stopyra
- José Touré
- Kōstas Antōniou
- Kostas Batsinilas
- Andreas Bonovas
- Tasos Mītropoulos
- Lakis Papaioannou
- József Kiprich
- Zoltán Péter
- Tamás Preszeller
- István Vincze
- Atli Eðvaldsson
- Arnór Guðjohnsen
- Pétur Ormslev
- Pétur Pétursson
- Salvatore Bagni
- Giuseppe Bergomi
- Luigi De Agostini
- Roberto Donadoni
- Riccardo Ferri
- Giuseppe Giannini
- Armin Krings
- Robby Langers
- Dennis Mizzi
- Arnold Mühren
- Colin Clarke
- Jimmy Quinn
- Jan Kristian Fjærestad
- Per Edmund Mordt
- Tom Sundby
- Dariusz Marciniak
- Włodzimierz Smolarek
- Ryszard Tarasiewicz
- Roman Wójcicki
- José Coelho
- Manuel Fernandes
- Fernando Gomes
- Frederico Rosa
- Liam Brady
- Tony Galvin
- Mark Lawrenson
- Kevin Moran
- Ronnie Whelan
- László Bölöni
- Adrian Bumbescu
- Michael Klein
- Marius Lăcătuș
- Dorin Mateuț
- Nicolae Ungureanu
- Mo Johnston
- Gary Mackay
- Ally McCoist
- Sergei Aleinikov
- Oleg Blokhin
- Vagiz Khidiyatullin
- Hennadiy Lytovchenko
- Oleksij Mychajlyčenko
- Oleh Protasov
- Vasyl' Rac
- Tengiz Sulakvelidze
- Juan Carlos Arteche
- Ramón María Calderé
- Lobo Carrasco
- Joaquín
- Paco Llorente
- Manuel Sanchís
- Stig Fredriksson
- Glenn Hysén
- Mats Magnusson
- Glenn Strömberg
- Jean-Paul Brigger
- André Egli
- Andy Halter
- Martin Weber
- Hans-Peter Zwicker
- Yusuf Altıntaş
- Feyyaz Uçar
- Glyn Hodges
- Mark Hughes
- Andy Jones
- David Phillips
- Neil Slatter
- Ljubomir Radanović
- Dejan Savićević
- Dragan Stojković

### Primati
- Maggior numero di reti segnate:  Inghilterra (19)
- Minor numero di reti subite:  Inghilterra e  Paesi Bassi (1)
- Minor numero di reti segnate:  Albania,  Irlanda del Nord,  Lussemburgo e  Turchia (2)
- Maggior numero di reti subite:  Lussemburgo (23)
- Maggior numero di partite vinte:  Italia e  Paesi Bassi (6)
- Minor numero di partite perse:  Inghilterra,  Paesi Bassi e  Unione Sovietica (0)
- Minor numero di partite vinte:  Albania,  Cipro,  Lussemburgo,  Malta e  Turchia (0)
- Maggior numero di partite perse:  Cipro e  Lussemburgo (7)